# Władimir Leszko
Władimir Walentinowicz Leszko, ros. Владимир Валентинович Лешко (ur. 28 października 1969 w Czerepowcu) – rosyjski hokeista. Trener hokejowy.

## Kariera zawodnicza
- Mietałłłurg Czerepowiec (1986-1987)
- SKA Leningrad (1987-1988)
- Mietałłłurg Czerepowiec (1992-1994)
- Mietałłurg Magnitogorsk (1994-1995)
- Komi TEK Niżnyj Odies (1995-1996)
- Nieftianik Almietjewsk (1997)
- Unia Oświęcim (1997-1998)
- Spartak Sankt Petersburg (1999-1999)
- Kristałł Elektrostal (1999-2000)
- Nieftianik Leninogorsk (2000-2001)

Wychowanek klubu Mietałłurg w rodzinnym Czerepowcu (później pod nazwą Siewierstal). Grał w klubach rosyjskich, a ponadto występował w lidze polskiej w sezonie 1997/1998 (od grudnia 1997) w klubie z Oświęcimia.

## Kariera trenerska
- Siewierstal Czerepowiec / Siewierstal 96 (2007-2011)
- Niewa Sankt Petersburg (2011)
- Siewierstal Czerepowiec / Siewierstal 94 (2011-2013)
- Ałmaz Czerepowiec (2013-2020), asystent trenera
- Ałmaz Czerepowiec (2020-2021), główny trener
- Ałmaz Czerepowiec (2021-2022), asystent trenera

Po zakończeniu kariery zawodniczej rozpoczął pracę trenera. Pracował w szkołach juniorskich Siewierstali, SKA Sankt Petersburg, klubu HK Pitier w Petersburgu. W 2013 został szkoleniowcem w zespole Ałmaz Czerepowiec, stanowiącym juniorską drużyną Siewierstali w rozgrywkach MHL. Podjął pracę jako asystent głównego trenera (Jewgienija Michałkiewicza). W połowie 2020 został głównym trenerem Ałmaza. Po sezonie MHL (2020/2021) w maju 2021 wszedł do sztabu nowego trenera Ałmazu, Andrieja Szefiera. Przed sezonem MHL (2022/2023) odszedł z tej funkcji.

## Sukcesy
Klubowe
- Brązowy medal mistrzostw Rosji: 1995 z Mietałłurgiem Magnitogorsk
- Złoty medal mistrzostw Polski: 1998 z Unią Oświęcim